# Orestes Cleveland

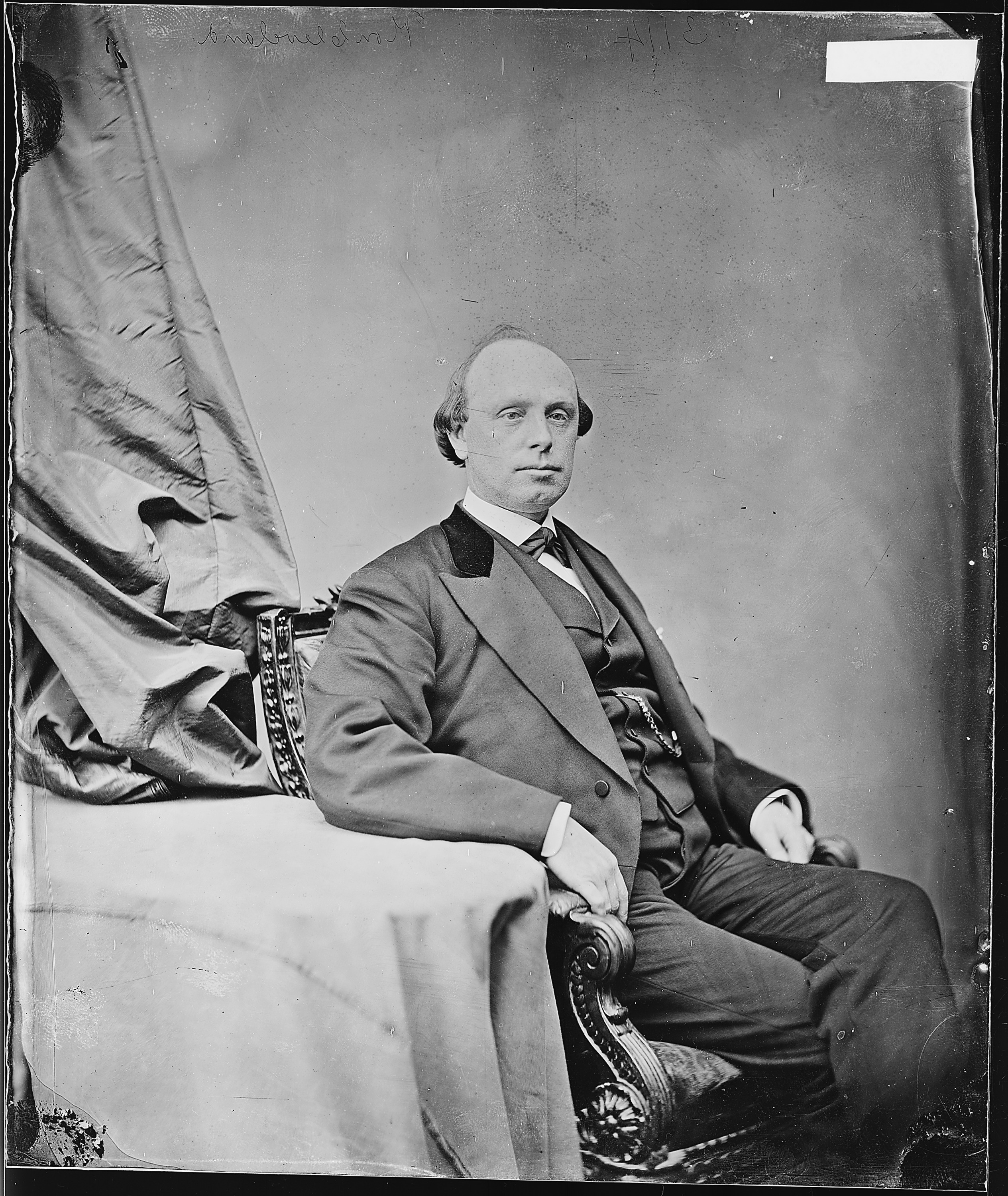
Orestes Cleveland

Orestes Cleveland (* 2. März 1829 in Duanesburg, Schenectady County, New York; † 30. März 1896 in Norwich, Vermont) war ein US-amerikanischer Politiker. Zwischen 1869 und 1871 vertrat er den Bundesstaat New Jersey im US-Repräsentantenhaus.

## Werdegang
Orestes Cleveland besuchte die öffentlichen Schulen seiner Heimat. Im Jahr 1845 zog er nach Jersey City in New Jersey. Dort produzierte er unter anderem Bleistifte und Ofenpolituren. Gleichzeitig begann er als Mitglied der Demokratischen Partei eine politische Laufbahn. In den Jahren 1861 und 1862 gehörte er dem Stadtrat von Jersey City an, dessen Vorsitzender er im Jahr 1862 war. Von 1864 bis 1866 amtierte Cleveland als Bürgermeister dieser Stadt. Bei den Kongresswahlen des Jahres 1868 wurde er im fünften Wahlbezirk von New Jersey in das US-Repräsentantenhaus in Washington, D.C. gewählt, wo er am 4. März 1869 die Nachfolge des Republikaners George A. Halsey antrat, den er bei der Wahl geschlagen hatte. Da er im Jahr 1870 gegen Halsey verlor, konnte er bis zum 3. März 1871 nur eine Legislaturperiode im Kongress absolvieren.
Nach dem Ende seiner Zeit im US-Repräsentantenhaus arbeitete Cleveland in Jersey City für die Firma Forbes Fibre Co. Im Jahr 1880 bewarb er sich erfolglos um die Nominierung seiner Partei für die anstehenden Gouverneurswahlen. Zwischen 1886 und 1891 war Cleveland als Nachfolger von Gilbert Collins noch einmal Bürgermeister von Jersey City. Im Jahr 1888 war er einer der Gründer der Handelskommission dieser Stadt, deren erster Präsident er wurde. Im Jahr 1892 zog Cleveland nach Tenafly und bald darauf nach Englewood. Aus gesundheitlichen Gründen begab er sich nach Norwich in Vermont, wo er am 30. März 1896 verstarb.